# 宮岸雄介
宮岸　雄介（みやぎし　ゆうすけ、1965年 - ）は、東京都出身の日本の哲学者、著作家。
東日本国際大学経済情報学部准教授、明治学院大学非常勤講師。

## 略歴
東京都に生まれる。早稲田大学大学院文学研究科博士課程（東洋哲学専攻）を単位取得満期退学後、2001年から北京師範大学中文系博士課程（中国古典文献学専攻）に留学。
2010年10月からNHKラジオ講座「まいにち中国語入門編」の講師を担当している。

## 主著
- 『とらえどころのない中国人のとらえかた』（講談社＋α新書）
- 『中国語文法トレーニング』（高橋書店）
- 『30日で学べる中国語文法』（ナツメ社）
- 『作文で鍛える中国語の文法』（語研）
- 『孫子兵法物語』（影書房）
- 『ＣＤ付き　文法からマスター！はじめての中国語』（ナツメ社）

## 論文
- 国立情報学研究所収録論文 国立情報学研究所